# Mariusz Gułaj
 Mariusz Gułaj – pułkownik dyplomowany Wojska Polskiego; doktor nauk rolniczych w zakresie technologii żywności i żywienia; zastępca dowódcy 1 Ośrodka Radioelektronicznego (2012–2015); dowódca 2 Przasnyskiego Ośrodka Radioelektronicznego (2015–2019).

## Przebieg służby wojskowej
Mariusz Gułaj w 1987 podjął studia w Wyższej Szkole Oficerskiej Służb Kwatermistrzowskich w Poznaniu, które ukończył w 1991 uzyskując dyplom inżyniera i był promowany na pierwszy stopień oficerski – podporucznika. W tym samym roku został skierowany służbowo do Grójca, gdzie objął funkcję szefa zaopatrzenia żywnościowego w 1 pułku rozpoznania radioelektronicznego. Następnie w tej jednostce pełnił służbę wojskową na stanowiskach: kwatermistrza – zastępcy dowódcy pułku, szefa sekcji i szefa szkolenia. W latach 2006–2009 studiował w Szkole Głównej Gospodarstwa Wiejskiego w Warszawie, gdzie obronił tytuł doktorski w zakresie technologii żywności i żywienia. W październiku 2012 został wyznaczony na stanowisko zastępcy dowódcy 1 Ośrodka Radioelektronicznego w Grójcu. 24 listopada 2015 zastępca Dowódcy Generalnego RSZ gen. dyw. Jerzy Michałowski wręczył mu decyzję kadrową na stanowisko służbowe dowódcy 2 Ośrodka Radioelektronicznego w Przasnyszu. 8 grudnia 2015 w obecności Inspektor Rodzajów Wojsk Dowództwa Generalnego gen. dyw. Michała Sikory przejął dowodzenie 2 Ośrodkiem Radioelektronicznym od ppłk Stanisława Zasady. 12 kwietnia 2016 jako dowódca jednostki był organizatorem wizyty Bartłomieja Misiewicza jako szefa gabinetu politycznego oraz rzecznika prasowego Ministerstwa Obrony Narodowej w garnizonie Przasnysz. 26 kwietnia 2019 w obecności Inspektora Rodzajów Wojsk Sławomira Owczarka z Dowództwa Generalnego Rodzajów Sił Zbrojnych przekazał dowodzenie 2 Ośrodkiem Radioelektronicznym dla obejmującego czasowe obowiązki ppłk. Sławomira Durskiego, jednocześnie po 32 latach zakończył służbę wojskową. Na emeryturze jest adiunktem na Wydziale Bezpieczeństwa, Logistyki i Zarządzania w Wojskowej Akademii Technicznej.

## Awanse
- podporucznik – 1991[4]

(...)
- pułkownik – 2015[11]

## Ordery, odznaczenia i wyróżnienia
- Srebrny Medal „Siły Zbrojne w Służbie Ojczyzny” – 2014[12]
- Złoty Medal „Za zasługi dla obronności kraju” – 2016[13]
- Odznaka pamiątkowa 2 OR – 2015 (ex officio)
- medal Powiatu przasnyskiego „QUAESITAM MERITIS SUME SUPERBIAM” – 2017[14]

i inne